# Wara (groupe)
Pour les articles homonymes, voir Wara.
Wara est un groupe bolivien de folk rock et de folk progressif, originaire de La Paz, actif entre 1972 et 2014.

## Histoire

### Débuts
Wara commence ses activités en 1972, lorsque Dante Uzquiano et Omar León se rencontrent lors d'un voyage de retour de Buenos Aires (Argentine) vers la ville de La Paz. Ils sont ensuite rejoints par le guitariste Jorge Comori, le claviériste Pedro Sanjinés et le batteur Jorge Cronembold. Peu après, Carlos Daza rejoint le groupe. Cette première formation change cependant lorsque Comori quitte le groupe et que le chanteur Orureño Nataniel Gonzales les rejoint. C'est ainsi qu'ils enregistrent leur premier LP, intitulé Inca, sans Dante Uzquiano (qui, selon ce dernier, « est le résultat d'expérimentations musicales, de recherches et d'expériences dans le monde andin »).

### Séparation
Après avoir travaillé sur plusieurs albums ensemble, les fondateurs du groupe se séparent en 2014. Daza et León forment La Luz de la Estrella Wara, et Cronembold et Uzquiano forment Agrupación Boliviana Wara,,. Les deux groupes utilisent le nom Wara, ce qui a entraîné de nombreuses frictions entre eux.
La Luz de la Estrella Wara est composé de Carlos Daza (guitariste et compositeur), Omar León (bassiste et compositeur), Nicolás Suárez (claviers), Omi León (batterie), Fernando Jiménez (quena), Marco Antonio Jiménez (zampoña), Luis Alejandro Huanca (charango) et Adalid Cotjiri (chant). Le 27 avril 2022, Omi León, batteur du groupe et fils d'Omar León, meurt prématurément à l'âge de 30 ans.
De son côté, l'Agrupación Boliviana Wara bénéficie de la présence constante d'Uzquiano et de Cronembold. 